# Serrapinnus kriegi
Serrapinnus kriegi és una espècie de peix de la família dels caràcids i de l'ordre dels caraciformes.

## Morfologia
- Els mascles poden assolir 2,4 cm de llargària total.[5]

## Reproducció
És ovípar.

## Hàbitat
Viu en zones de clima tropical entre 24 °C - 27 °C de temperatura.

## Distribució geogràfica
Es troba a Sud-amèrica: conca del riu Paraguai.